# Білошицький Анатолій Васильович
Анатолій Васильович Білошицький (нар. 18 жовтня 1950, Коростень, Житомирська область — 18 жовтня 1994, Київ) — український композитор, диригент, педагог, баяніст.

## Життєпис
Народився в м. Коростені 18 жовтня 1950 року. Навчався в Коростенській дитячій  музичній школі по класу баяна, в 1967 році вступив на другий курс Житомирського музичного училища ім. В. С. Косенка по класу баяна. В 1968—1970 рр. проходив службу в армії у військовому духовому оркестрі  під керуванням військового диригента майора Мязя (м. Овруч). У 1972 році закінчив Житомирське музичне училище ім. В. С. Косенка. 
1972—1973 рр. — викладач класу баяна Коростенської дитячої музичної школи, керівник оркестру баяністів, естрадного оркестру Міського будинку культури. 
У 1973 р. А. Білошицький поступає  до Київської державної консерваторії ім.П.І. Чайковського по класу баян.  
У 1978 році А. Білошицький закінчує з відзнакою оркестровий, а у 1981 році — композиторський факультет (дипломна робота — Симфонія для великого симфонічного оркестру) Київської державної консерваторії ім. П. І. Чайковського (клас баяна В. Панькова, диригування Ю. Тарнопольського, композиції А. Коломійця). 
У 1978—1987 роках працював викладачем та керівником оркестру народних інструментів у Київському музичному училищі ім. Р. М. Гліера. У 1987—1994 — викладач, старший викладач (1989), в. о. доцента (1994) класу диригування та інструментування Київської державної консерваторії ім. П. І. Чайковського (у 1988—1989 рр. — художній керівник та диригент оркестру народних інструментів), а з 1994 р. — диригент Національного духового оркестру України.
За роки  праці у Київському музичному училищі ім. Р. М. Гліера та Київській Державній консерваторії ім. П. І. Чайковського А. Білошицьким підготовлено 11 концертних програм, з якими диригент виступив у 28 концертах. Більшість творів вітчизняної та світової класики було оркестровано для колективів народних інструментів самим А. Білошицьким.
Перші баянні твори було написано А. Білошицьким в 1972 р., останній твір Концерт для фортепіано та оркестру — в 1994 році. Клавір двох частин концерту для фортепіано був завершений композитором за чотири дні до смерті. 
Член Національної спілки композиторів України (1986).
Помер А. В. Білошицький 18 жовтня 1994 року — в день свого народження.
Постановою Кабінету Міністрів України від 18 грудня 1996 року Коростенській дитячій музичній школі присвоєно ім'я А. В. Білошицького.
Серед учнів А. В. Білошицького — Олександр Клименко.

## Автобіографія
З «Автобіографії» композитора (переклад з російської):
Я, Білошицький Анатолій Васильович, народився 18 жовтня 1950-го року у місті Коростені, Житомирської області в родині залізничника. Мій батько, Білошицький Василь Олександрович, 1924-го року народження, працював  машиністом вуглепідйомного крану у паровозному депо Коростеньського відділення Південно-Західної залізниці. Він помер у 1966-му році, коли мені було 16 років. Мати, Білошицька Катерина Михайлівна (дівоче прізвище Кондренко), працювала у той час секретарем народного суду Коростеньського району Житомирської області. В даний час – на  пенсії. Моя сестра  Білошицька (зараз Бітюкова) Валентина Василівна, 1954 року народження, нині живе і працює у місті Нижнєвартовську.
У 1957 році я розпочав навчання в середній школі, а в 12 років почав займатися по класу баяна і в дитячій музичній школі. […] Як і більшість моїх однолітків, брав участь у шкільній самодіяльності: грав у духовому оркестрі, оркестрі народних інструментів, співав у хорі і акомпанував, керував естрадним оркестром.
У 1967 році брав участь у конкурсі виконавців дитячих музичних шкіл. […] Мені було присуджено перше місце в області серед баяністів, і я брав участь у заключному  турі конкурсу у місті Києві. У цьому ж, 1967-му році, закінчив середню та музичну (з відзнакою) школи і вступив до ІІ го курсу Житомирського музичного училища ім. В. С. Косенка по класу баяна.
У жовтні 1968 році був призваний до війська. […] Брав участь у художній самодіяльності: керував естрадним оркестром, акомпанував танцювальному колективу. Закінчив службу в 1970-му році у військовому оркестрі в/ч 11603 міста Овруча, Житомирської області. Після демобілізації повернувся до Житомирського музичного училища. […]
У 1972 році  закінчив з відзнакою училище і працював протягом року викладачем класу баяна у Коростенській  дитячій музичній школі, […] керував естрадним оркестром міського Будинку культури.
У 1973-му році  вступив до Київської  державної консерваторії на оркестровий факультет по класу баяна. У студентські роки брав участь у громадському житті консерваторії: обирався головою студентської ради, головою комітету профспілки, головою посту народного контролю, входив до складу  партбюро консерваторії.
У 1977-му році брав участь у Республіканському конкурсі на найкращий твір для народних інструментів. Моя Друга сюїта для баяна була відмічена премією.
У 1978-му році закінчив з відзнакою оркестровий факультет Київської державної консерваторії (по класу баяна в. о. проф. Панькова В. С., по класу диригування в. о. проф. Тарнопольського Ю. І.), мені була надана рекомендація до асистентури-стажування з диригування. Цього ж року мене було переведено на композиторський факультет Київської консерваторії, який закінчив у 1981-му році по класу в. о. проф. Коломійця А. О. (дипломна робота – Симфонія № 1 для великого симфонічного оркестру).
З 1978 року почав працювати викладачем Київського музичного училища ім. Р. М. Гліера, а з 1981-го року – викладачем інструментування та диригування (погодинно) на кафедрі народних інструментів  Київської консерваторії.
В 1983 році став переможцем Республіканського конкурсу на найкращий твір для оркестрів і ансамблі  народних інструментів.
В даний час одружений. Моя дружина, Білошицька Ольга Леонідівна (дівоче прізвище Найбич), працює інженером технічного відділу Мінлегпрому УРСР. Ми маємо двох дітей.
10/XII, 1984. Білошицький

## Твори
для великого симфонічного оркестру
- Симфонія № 1 (1981);
- Сюїта «З глибини віків» (1983);
- Симфонія № 2 (1984);
- Концерт для фортепіано з оркестром «Concerto romantico» (1994, після смерті Анатолія Білошицького Євген Станкович зробив інструментування концерту для симфонічного оркестру, Анатолій Дубина – для оркестру народних інструментів);

для баяна
- Три характерні віртуозні етюди  (1977);
- 4 сюїти: № 2 «Романтична» (1977), «Пори року» (українська дитяча сюїта) (1985), № 3 (іспанська) «З поезії Ф. Г. Лорки» (1992), № 4 «З глибин віків» (шість мініатюр) (1992);
- 3 партити (1985, 1987, 1988);
- В іспанському стилі. Концертний триптих (1992);
- Л. Рід – А. Білошицький. Вальс (концертна транскрипція) (1993);
- На теми Джорджа Гершвіна. Фантазія-каприччо (1993);
- Дві імпровізації в стилі джаз-ретро (1994);

для інших інструментів
- п'єси та інструментування для естрадного, духового, народного оркестрів;
- «Легенда» для скрипки і оркестру народних інструментів (1978);
- «Пори року». Концертна сюїта  для ансамблю народних інструментів (1982);
- «В наслідування іспанському». Концертний триптих  для домри і фортепіано (1987);
- «Місячна ніч». Ноктюрн-поема  для балалайки з фортепіано (1987);
- п'єси для фортепіано, гітари;
- етюди для домри;
- обробки народних пісень і танців для хореографічного ансамблю;
- музика до радіовистави;
- пісні.

## Вшанування пам'яті
- 23—24 жовтня 2005 року в Білій Церкві та Житомирі ансамбль сучасної музики САТ (у складі: Олександр Клименко, Михайло Стрельников, Данило Перцов) презентував літературно-музичну програму пам'яті Анатолія Білошицького «Косутрафоніор 3» та «Косутрафоніор 4».
- У 2007 році у житомирському видавництві «Полісся» вийшла друком книжка «Свята до музики любов: Анатолій Білошицький у спогадах сучасників» (упорядники Г. В. Цепкова, В. Ю. Шамара)[5].
- Альбом «Copicat» (2012) ансамблю САТ містить баянну композицію «Мелодекламація пам'яті Анатолія Білошицького»[6].
- Про Анатолія Білошицького згадується в книзі Олександра Клименка «Весь цей літературний джаз» (2017) і книзі «Розмови про життя і мистецтво» (2019), написаній Галиною Пагутяк і Олександром Клименком.